# Potamogeton × varians
Potamogeton × varians là một loài thực vật có hoa lai ghép trong họ Potamogetonaceae. Loài này được Morong miêu tả khoa học đầu tiên năm 1889.